# Maranhãški crvenoruki urlikavac
Maranhãški crvenoruki urlikavac (lat. Alouatta ululata) je ugrožena vrsta primata iz porodice hvataša.
Endem je šuma sjevernoistočnih brazilskih država Maranhão, Piauí i Ceará. Prethodno je smatran vrstom crvenorukog urlikavca. Malo se podataka zna o njemu. Ugrožena je vrsta zbog lova i uništavanja njegovih prirodnih staništa.